# The Black Mamba
The Black Mamba је португалски бенд.  Они су представљали Португал на Песми Евровизије 2021. у Ротердаму са песмом „Love Is on My Side“.   Бенд постоји од 2010. године. 

## Дискографија

### Албуми
| Називи               | Година |
| The Black Mamba      | 2010.  |
| Dirty Little Brother | 2014.  |
| The Mamba King       | 2018.  |